# Левичар
Левичарите са хора, които главно използват лявата си ръка повече от дясната. Левичарите използват лявата си ръка за повечето неща – например готвене. Ръката, с която човек пише, не е единственият и най-точният индикатор – някои левичари пишат с дясната ръка, но ползват лявата за повечето други дейности. На 13 август се чества Международния ден на левичарите, а начало на празника е поставено през 1984 г. по инициатива на Международната конфедерация на левичарите.

## Статистики за левичарите
Около 10% от населението на земята е левичари. Има и хора, които могат да си служат еднакво добре с двете ръце (амбидекстрите), въпреки че е рядко срещано.
Има повече мъже левичари, отколкото жени левичари (5,24% мъже, 4,76% жени). Около 1/3 от близнаците има шанс да са левичари. Статистически, близнакът на левичар има 76% шанс да бъде левичар.

## Причини за левичарство

### Воинът и неговият щит
Сърцето е от лявата страна на тялото. Един воин десничар би държал щита си с лявата ръка, а меча с дясната и би могъл да защити сърцето си по-успешно от един левичар.
Има няколко несъгласия с тази теория:
1. Сърцето не е толкова надалеч от центъра.
2. Нямало е достатъчно поколения от бронзовата епоха, за да се промени нещо.
3. След анализ на пещерни рисунки е доказано, че повечето хора са били десничари и преди Бронзовата епоха.

### Предимства в ръкопашния бой
Левичарите имат предимство на боксовия ринг главно заради позицията на водещата им ръка, която става дясната. Това променя стандартния ъгъл, под който идва най-ползваният боксьорски удар – правия с предната ръка (jab). Променя се и ъгъла на силния удар (cross), който е типично със задната ръка, която при левичарите съответно е лявата. Единствения боксьор с 10 световни титли в 8 различни категории, Мани Пакяо, е левичар, и води с дясната ръка.
Друго съществено предимство, което ползват някои левичари, е възможността са промяна на позицията (switch). Което означава боксьор с водеща лява да смени позицията си по време на бой към такава с водеща дясна (southpaw) и да нанесе изненадващ удар от там. Този факт е известен на боксьорите и е използван за постигането на световен рекорд на 4 ноември 1947, когато Майк Колинс (левичар) излиза от своя ъгъл със стойка на десничар, но изведнъж променя стойката си и нанася първия (и последен) удар в мача, като нокаутира противника си Пат Броусън за 4 секунди.

### Полукълба вмозъка
Това е най-често приеманата теория. Според тази теория говоренето и работата с ръка биха изисквали добри моторни умения и би било по-ефективно да се използва само едно полукълбо, отколкото да се раздели. Тъй като маймуните нямат език и не говорят, не биха имали стимул да се предпочита десничарсвото.
Възражения:
1. Не обяснява защо лявото полукълбо обяснява езика.
2. Докато 95% от десничарите използват дясното полукълбо на мозъка си за говорене, при левичарите това е по-променливо. Някои наистина използват дясната за говорене, други лявата, а трети – и двете.

Тази теория обяснява някои случаи на левичарство, но не всички.
Сканирания на мозъка потвърждават разлика между мозъците на левичари и десничари. Мозъкът на десничар е по-специализиран, като точна порция от мозъка е предназначена за определено действие. Специализацията е много по-малка при мозъците на левичарите. Левичарите се възстановяват от удари по-бързо от десничарите, тъй като левичарския мозък не се разделя толкова и не си специализира способностите.

### Левичарството генетично или не
Учените преди са вярвали, че изборът за доминиращата ръка се получава по наследство. Едно изследване през 1998 от James McDeveitt University, Oklahoma, разкрива, че ако двамата родители са левичари, има само 26% шанс детето да е левичар (Само 10% от населението са левичари). Това показва, че гените може да не играят толкова голяма роля при избора на доминантна ръка.

### Биологични теории
Има силни доказателства, че нивото на тестостерон у родителите оказва влияние върху организацията на мозъка. Една теория твърди, че колкото е по-високо нивото на тестостерон у родителите, толкова се увеличава шансът детето да е левичар.

## Проблеми
Повечето уреди и инструменти са направени за десничари, затова повечето левичари са принудени да се научат да ги ползват с дясната си ръка.
Тъй като в повечето езици посоката на писане е от ляво надясно, писането е много по-лесно за десничари, но за левичарите е по-трудно, тъй като за тях би било по-лесно да се пише от дясно наляво.